# Шкропети
Шкропети су насељено место у саставу општине Каројба у Истарској жупанији, Хрватска. До територијалне реорганизације у Хрватској налазили су се у саставу старе општине Пазин.

## Становништво
На попису становништва 2011. године, Шкропети су имали 431 становника.

## Попис1991.
На попису становништва 1991. године, насељено место Шкропети је имало 353 становника, следећег националног састава:
| Попис 1991.‍  | Попис 1991.‍  | Попис 1991.‍ | Попис 1991.‍ | Попис 1991.‍ |
| ------------ | ------------ | ----------- | ----------- | ----------- |
|              |              |             |             |             |
| Хрвати       | Хрвати       |             | 341         | 96,60%      |
| Словенци     | Словенци     |             | 4           | 1,13%       |
| регион. опр. | регион. опр. |             | 5           | 1,41%       |
| непознато    | непознато    |             | 3           | 0,84%       |
| укупно: 353  |              |             |             |             |